# Народна библиотека Јефимија
Народна библиотека Јефимија налази се у Трстенику. Она има статус јавне општинске библиотеке у чијем је саставу и сеоска библиотека у Великој Дренови.
Трагови прве читаонице у Трстенику потичу из друге половине 19. века док је данашња градска библиотека основана 1954. године и до 1997. године била је у саставу Радничког, касније Народног универзитета. Те године основана је као самостална библиотечка установа, са именом прве српске песникиње. 
Фонд библиотеке, заједно са подручним одељењем, износи око 80.000 књига, од чега је око 15.000 у Великој Дренови. 
Организациону структуру библиотеке „Јефимија“ чине: 
- Позајмно одељење за одрасле
- Дечје одељење
- Читаоница са приручним фондом и интернетом (6 рачунара)
- Завичајно одељење и
- књиговезница.

У Завичајном одељењу налази се око 2000 књига везаних за трстенички крај, као и значајна некњижна грађа. Део грађе је дигитализован и приступачан на сајту библиотеке као и на приватном сајту „Трстеничани“. 
У власништву библиотеке је и уметничка збирка ликовних радова „Завичајци“, поклон Електродистрибуције Трстеник, са око 200 експоната који су смештени у згради Електродистрибуције. 
Однедавно библиотека поседује и поклон збирке књига и рукописне грађе др Животија Ђорђевића, као и поклон збирку књига др Радоша Смиљковића. 
У подручном одељењу, библиотеци у Великој Дренови, налази се поклон збирка књига академика Добрице Ћосића, цела библиотека академика Драгомира Ћосића и део књига из библиотеке Патријарха Германа.
Народна библиотека Јефимија је организатор републичких књижевних сусрета Савремена српска проза, манифестације која је покренута 1984. године.
У оквиру своје издавачке делатности библиотека „Јефимија“ објавила је преко 30 књига из разних области чији су аутори углавном везани за Трстеник и трстенички крај.
Од посебног значаја су монографије насеља и историјске хронике које употпуњују поглед на богату историјску прошлост и културно и духовно наслеђе трстеничког подручја.
Библиотеци је додељен Сретењски орден трећег степена (2024).

## Галерија
- Ana Veličković - Raspeće I
- Andrej Čikala - Spomenik Vojislavu Tankosiću
- Bratislav Nićiforović - Ljubostinja
- Dimitrije Gvozdenović - Trube Jerihona
- Dimitrije Gvozdenović - Ljubostinja
- Dragan Dimitrijević - Sveti Sava
- Geroslav Zarić - Kompozicija
- Goran Bzenić - Novo drvo
- Ivan Veličković - Preobraženje Gospodnje
- Ivana Lazarević - After life
- Jovan Marinković - Jesen na Moravi
- Ljiljana Radovanović - Sova
- Ljubomir Simonović - Stari Trstenik centar 2
- Mati Nina - Sveti prorok Ilija
- Milan Dodić - Jutarnja senka
- Milisav Brkić - Jutro u Poljni
- Miodrag Bajić - Džokeji ulje
- Miodrag Bajić - Veliki skok ulje
- Miodrag Stojanović - Bez naziva
- Zvonimir Petković - Suvo cveće